# Tony Alva
Tony Alva (Santa Monica, 2 settembre 1957) è uno skater, musicista e imprenditore statunitense.
Si tratta di uno degli originali Z-Boys ed è considerato uno dei più influenti skater di tutti i tempi.

## Biografia

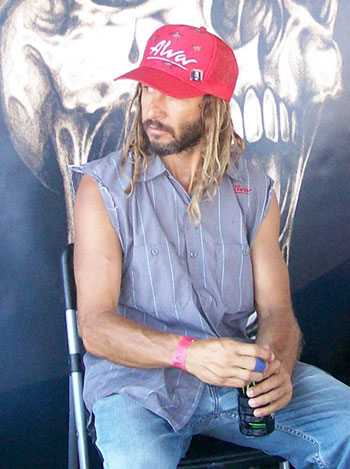
Tony Alva nel 2011

Tony Alva nasce in California da una famiglia di origine messicana.
L'aggressività da lui mostrata sullo skate era fortemente in contrasto con lo stile tradizionale del tempo, basato sostanzialmente su mosse elaborate negli anni sessanta; inoltre lui e gli altri Z-Boys sono stati i primi a diffondere l'uso di skateare nelle piscine vuote. È ricordato come l'inventore dei trick aerei, nonostante egli stesso abbia indicato George Orton come l'inventore della tecnica.
Nel 1977, all'età di 19 anni, lascia una delle più grandi compagnie di skate per fondarne una propria, la Alva Skates: sarà la prima fondata e posseduta da uno skater, oltre che una delle prime ad utilizzare compensato rivestito d'acero per le tavole. Lo stesso anno viene eletto "Skater dell'anno" dai lettori di Skateboarder Magazine ed entra nel Guinness dei Primati.
Tony Alva ha siglato un contratto di tre anni con la Vans ed è anche sponsorizzato da Independent Trucks and Vestal Watches. 
Suona il basso nella band The Skoundrelz, di cui fanno parte anche Mike Dunnigan e Mike Ball, ex-membri dei Suicidal Tendencies, e Dave Hurricane, un tempo membro dei Wasted Youth.
Tony Alva è apparso anche nel videogioco Tony Hawk's American Wasteland.
La band skacore Shandon gli ha dedicato la prima traccia dell'album del 2016 Back on board.